# Google Code Jam
Google Code Jam es una competición de programación internacional organizada y administrada por Google. La competición comenzó en 2003 como un medio para identificar a los mejores talentos de ingeniería para un empleo potencial en Google. La competición consiste en un conjunto de problemas algorítmicos que deben resolverse en un período de tiempo fijo. Los competidores pueden usar cualquier lenguaje de programación y entorno de desarrollo para crear sus soluciones. De 2003 a 2007, Google Code Jam se implementó en la plataforma de Topcoder y tenía unas reglas bastante diferentes. Desde 2008, Google ha desarrollado su propia infraestructura dedicada para el concurso. 
A partir de 2015, Google también lleva a cabo Distributed Code Jam (Code Jam Distribuida), con el foco en algoritmos distribuidos. Este se ejecuta en paralelo con el Code Jam regular, con su propia calificación y ronda final, para obtener un premio máximo de $10,000, pero solo está abierto para las personas que clasifiquen a la ronda 2 de Code Jam (hasta 3000 personas).

## Ganadores

### Google Code Jam
| Año  | Ubicación de ronda final                  | Competidores | Primer lugar        | Segundo Lugar       | Tercer Lugar       |
| ---- | ----------------------------------------- | ------------ | ------------------- | ------------------- | ------------------ |
| 2019 | San Francisco, Estados Unidos             | 31,663       | Gennady Korotkevich | Makoto Soejima      | Andrew He          |
| 2018 | Toronto, Canadá                           | 21,299       | Gennady Korotkevich | Kamil Debowski      | Makoto Soejima     |
| 2017 | Dublín, Irlanda                           | 25,289       | Gennady Korotkevich | Konstantin Semenov  | Vladislav Epifanov |
| 2016 | Nueva York, Estados Unidos                | 27,170       | Gennady Korotkevich | Kevin Atienza       | Egor Kulikov       |
| 2015 | Seattle, Estados Unidos                   | 23,296       | Gennady Korotkevich | Makoto Soejima      | Bruce Merry        |
| 2014 | Los Ángeles, Estados Unidos               | 25,462       | Gennady Korotkevich | Evgeny Kapun        | Yuzhou Gu          |
| 2013 | Londres, Reino Unido                      | 21,273       | Ivan Metelsky       | Vasil Bileckiy      | Vladislav Isenbaev |
| 2012 | Nueva York, Estados Unidos                | 20,613       | Jakub Pachocki      | Neal Wu             | Michal Forišek     |
| 2011 | Tokio, Japón                              | 14,397       | Makoto Soejima      | Ivan Metelsky       | Jakub Pachocki     |
| 2010 | Dublín, Irlanda                           | 12,092       | Egor Kulikov        | Erik-Jan Krijgsman  | Sergey Kopeliovich |
| 2009 | Mountain View, California, Estados Unidos | 8,289        | Tiancheng Lou       | Zichao Qi           | Yoichi Iwata       |
| 2008 | Mountain View, California, Estados Unidos | 7,154        | Tiancheng Lou       | Zeyuan Zhu          | Bruce Merry        |
| 2006 | Nueva York, Estados Unidos                | ?            | Petr Mitrichev      | Ying Wang           | Andrey Stankevich  |
| 2005 | Mountain View, California, Estados Unidos | ?            | Marek Cygan         | Erik-Jan Krijgsman  | Petr Mitrichev     |
| 2004 | Mountain View, California, Estados Unidos | ?            | Sergio Sancho       | Po Ruh Loh          | Reid Barton        |
| 2003 | Mountain View, California, Estados Unidos | ?            | Jimmy Mårdell       | Christopher Hendrie | Eugene Vasilchenko |

### Google Code Jam Distribuido

Estructura de Google Code Jam (2016). Los números indican cuantas personas pasan a la siguiente ronda.Los colores indican el formato de la competición: amarillo – Cada persona ejecuta localmente y envía los resultados y el código fuente, azul – cada persona envía su código y Google lo ejecuta en un ambiente distribuido.

| Año  | Ubicación de ronda final   | Competidores | Primer lugar | Segundo Lugar    | Tercer Lugar       |
| ---- | -------------------------- | ------------ | ------------ | ---------------- | ------------------ |
| 2017 | Dublín, Irlanda            | 3,000        | Andrew He    | Evgeny Kapun     | Erik-Jan Krijgsman |
| 2016 | Nueva York, Estados Unidos | 3,000        | Bruce Merry  | Yuzhou Gu        | Filip Hlasek       |
| 2015 | Seattle, Estados Unidos    | 3,000        | Bruce Merry  | Marcin Smulewicz | Ting Wei Chen      |

## Resultados por país
| País           | Primer lugar | Segundo lugar | Tercer lugar |
| -------------- | ------------ | ------------- | ------------ |
| Bielorrusia    | 5            | 1             | 0            |
| China          | 2            | 3             | 1            |
| Rusia          | 2            | 2             | 7            |
| Polonia        | 2            | 0             | 1            |
| Japón          | 1            | 1             | 1            |
| Argentina      | 1            | 0             | 0            |
| Suecia         | 1            | 0             | 0            |
| Estados Unidos | 0            | 2             | 1            |
| Países Bajos   | 0            | 2             | 0            |
| Canadá         | 0            | 1             | 0            |
| Ucrania        | 0            | 1             | 0            |
| Filipinas      | 0            | 1             | 0            |
| Sudáfrica      | 0            | 0             | 2            |
| Eslovaquia     | 0            | 0             | 1            |